# سام كروفورد
سام كروفورد (بالإنجليزية: Sam Crawford )‏ (و. 1880 – 1968 م) هو لاعب كرة قاعدة، من الولايات المتحدة، ولد في واهو، نبراسكا، يلعب كلاعب دفاع ‏، توفي في هوليوود، كاليفورنيا، عن عمر يناهز 88 عاماً، بسبب سكتة.

## روابط خارجية
- سام كروفورد على موقع دوري كرة القاعدة الرئيسي (الإنجليزية)
- سام كروفورد على موقعبيزبول رفرنس.كوم (الدوري الرئيسي) (الإنجليزية)
- سام كروفورد على موقعبيزبول رفرنس.كوم (الدوري الثانوي) (الإنجليزية)
- سام كروفورد على موقع إي إس بي إن.كوم (أم.أل.بي) (الإنجليزية)
- سام كروفورد على موقع مشجعي الرسوم البيانية (الإنجليزية)
- سام كروفورد على موقع قاعة مشاهير كرة القاعدة (الإنجليزية)